# خديجة أطلس
خديجة بويزلوفة (6 يناير 1975 - آيت إسحاق)، الملقبة بخديجة أطلس (بالأمازيغية: ⵅⴰⴷⵉⵊⴰ ⴰⵟⵍⴰⵙ)، أو «لبؤة الأطلس» هي مغنية مغربية باللغة الأمازيغية (أمازيغية الأطلس المتوسط) وبالدارجة المغربية. تؤدي خديجة أطلس عدة أنماط موسيقية (مثل الشعبي والراي والعيطة)، ولكن أكثر واحد اشتهرت به هو موسيقى أحيدوس الأطلس المتوسط، والذي شاركت به في عدة مهرجانات وعروض تلفزية وطنية ودولية.
بدأت خديجة أطلس مسيرتها سنة 1992 عند إنتقالها لمدينة خنيفرة، حيث بدأت مع مجموعة زهيري عبد الرحيم وكان أول تسجيل لها مع مولاي أحمد الحسني، ثم تعرفت بعد ذلك على محمد رويشة، الذي أُعجب بأدائها وسجل معها عدة أغان.
سنة 2018، بدأت خديجة أطلس تجربة التمثيل في المسلسلات الأمازيغية، إذ كانت أول تجربة لها في التمثيل بمسلسل «تاموايت»، ثم «الدموع البريئة» و«حكاية موحى».